# Список эпизодов телесериала «Полдарк»
Список эпизодов британского сериала «Полдарк», премьера которого состоялась 8 марта 2015 года на телеканале BBC One. В основе сюжета лежит одноимённая серия книг писателя Уинстона Грэма, адаптированная сценаристом Дебби Хорсфилд.

## Обзор сезонов
| Сезон | Сезон | Эпизоды | Оригинальная дата показа | Оригинальная дата показа | Зрители Великобритании (миллионы) | Зрители Великобритании (миллионы) |
| Сезон | Сезон | Эпизоды | Премьера сезона          | Финал сезона             | Зрители Великобритании (миллионы) | Зрители Великобритании (миллионы) |
| ----- | ----- | ------- | ------------------------ | ------------------------ | --------------------------------- | --------------------------------- |
|       | 1     | 8       | 8 марта 2015             | 26 апреля 2015           | 8,11                              |                                   |
|       | 2     | 10      | 4 сентября 2016          | 6 ноября 2016            | 6,94                              |                                   |
|       | 3     | 9       | 11 июня 2017             | 6 августа 2017           | 6,68                              |                                   |
|       | 4     | 8       | 10 июня 2018             | 29 июля 2018             | 6,11                              |                                   |
|       | 5     | 8       | 14 июля 2019             | 26 августа 2019          | 5,50                              |                                   |

## Список серий

### Сезон 1 (2015)
1783—1789
| № общий | № в сезоне | Название    | Режиссёр         | Автор сценария | Дата премьеры  | Зрители в Великобритании (млн) |
| --- | ---------- | ----------- | ---------------- | -------------- | -------------- | ------------------------------ |
| 1 | 1          | «Episode 1» | Эдвард Базалгетт | Дебби Хорсфилд | 8 марта 2015   | 9,51                           |
| Росс Полдарк, ветеран Американской войны за независимость, приезжает в родной Корнуолл, где узнаёт, что его отец умер полгода назад. Он приезжает в дом дяди только для того, чтобы узнать, что его наследство лежит в руинах, а возлюбленная Элизабет обручена с его кузеном Фрэнсисом Полдарком. Продав часть фамильных ценностей, он едет в город, где сталкивается с оборванкой Демельзой Карн, чью собаку украли местные хулиганы. Оказывается, что Демельза сбежала из дома после того, как отец её побил. Дядя Росса пытается заставить его покинуть Корнуолл, но вместо этого Росс окончательно решает остаться дома и восстановить своё наследство. Серия посвящена памяти актёра Уоррена Кларка (1947—2014), который скончался через несколько недель после завершения своих съёмок в сериале. |            |             |                  |                |                |                                |
| 2 | 2          | «Episode 2» | Эдвард Базалгетт | Дебби Хорсфилд | 15 марта 2015  | 8,74                           |
| Всё новые и новые шахты закрываются, оставляя сотни людей без работы. Росс надеется, что Фрэнсис присоединится к бизнесу и вновь открыть шахту «Уил-Лежер», однако конкурент Росса Джордж Уорлегган способствует напряжению отношений между кузенами и Элизабет, и Фрэнсис отказывается участвовать в предприятии. Россу удаётся получить финансирование для его шахты от других бизнесменов. На приёме у Полдарков из Тренвита кузина Росса Верити, старая дева, встречает опального капитана Блейми и влюбляется в него. Росс помогает ей тайно встретиться Блейми, против воли её отца, что приводит к дуэли между Фрэнсисом и капитаном. Когда Фрэнсиса ранят, Элизабет объявляет, что беременна. |            |             |                  |                |                |                                |
| 3 | 3          | «Episode 3» | Эдвард Базалгетт | Дебби Хорсфилд | 22 марта 2015  | 8,42                           |
| Росс открывает шахту и начинает поиски медной жилы. Элизабет рожает сына, но её отношения с мужем ухудшаются. Молодой шахтёр Джим Картер, которому Росс помог, когда девушка Джима была беременна, продолжает браконьерствовать и после свадьбы; его ловят с поличным и хотят осудить на семь лет каторги, однако благодаря просьбе о снисхождении Росса, ему дают два года тюрьмы, хотя Росс и надеялся на освобождение. Начинают ходить слухи о неподобающих отношениях Росса и Демельзы, и её отец, ставший теперь добропорядочным, требует, чтобы дочь вернулась домой. Росс и Демельза становятся любовниками. Чувствую себя в безвыходном положении, Демельза решает вернуться к своей семье, но Росс останавливает её; они женятся. |            |             |                  |                |                |                                |
| 4 | 4          | «Episode 4» | Эдвард Базалгетт | Дебби Хорсфилд | 29 марта 2015  | 8,29                           |
| И дворяне, и простые люди шокированы новостью о браке Росса и Демельзы; его решения ставятся под сомнение, когда он стремится получить больше финансирования для шахты от своих акционеров. Дядя Росса, Чарльз Полдарк, переживает сердечный приступ и на смертном одре просит Росса присматривать за своей семьей, понимая, что Фрэнсис не годится для бизнеса. Всё ещё тоскующая по капитану Блейми Верити приезжает погостить к Полдаркам и учит Демельзу тонкостям высшего общества, чтобы она смогла произвести хорошее впечатление на Рождественском приёме в доме Фрэнсиса и Элизабет. Поначалу напряжённый вечер окончательно испорчен прибытием Уорлегганов. В шахте Росса наконец обнаруживают медь; Демельза сообщает Россу, что беременна, а Росс наконец говорит ей, что любит её. |            |             |                  |                |                |                                |
| 5 | 5          | «Episode 5» | Уильям Макгрегор | Дебби Хорсфилд | 5 апреля 2015  | 7,56                           |
| Друг Росса доктор Энис прибывает в Корнуолл для исследования заболеваний лёгких у шахтёров. Демельза рожает девочку. Джордж Уорлегган скупает акции шахты Росса. Низкие цены на медь, устанавливаемые металлургическими компаниями, заставляют владельцев шахт тайно организовать собственную металлургическую компанию с Россом во главе. Демельза пытается организовать встречу между Верити и капитаном Блейми. Марк, один из работников Росса, влюбляется в актрису передвижного театра Керен, ожидания которой оказываются выше того, что он может предложить. Фрэнсис, глубоко погрязший в долгах из-за своего неумения вести дела, окунается в азартные игры, тратит деньги на проститутку Маргарет, и, наконец, рискует своей шахтой в карточной игре. Он проигрывает и вынужден закрыть свою шахту. |            |             |                  |                |                |                                |
| 6 | 6          | «Episode 6» | Уильям Макгрегор | Дебби Хорсфилд | 12 апреля 2015 | 7,68                           |
| Новая жена Марка, Керен, кладёт глаз на доктора Эниса. Смертельная эпидемия поражает Бодминскую тюрьмы, и Росс и доктор Энис незаконно вытаскивают оттуда умирающего Джима Картера, но их попытки спасти его безуспешны. Уорлегганы дают бал, на котором Демельза блистает, а пьяный Росс принимает участие в карточной игре с судьёй, который посадил Джима Картера в тюрьму, и игроком, который разорил Фрэнсиса. Верити в ужасе, когда капитан Блейми также является на вечер, ведь ей запрещено видеть его снова. Джордж Уорлегган узнаёт, где владельцы шахт тайно выплавляют медь. |            |             |                  |                |                |                                |
| 7 | 7          | «Episode 7» | Уильям Макгрегор | Дебби Хорсфилд | 19 апреля 2015 | 6,84                           |
| Верити сбегает с капитаном Блейми, а Фрэнсис обвиняет во всём Росса. Джордж Уорлегган, стремясь подорвать компанию Росса, возвращает часть денег, которые Фрэнсис проиграл кузену Уорлеггана, благодаря жульничеству последнего. Взамен Фрэнсис сообщает Джорджу имена деловых партнёров Росса, большинство из которых задолжали деньги банку Уорлегганов, и Джордж тут же требует с них долги. Керен соблазняет доктора Эниса, а затем сталкивается с обезумевшем от осознания её неверности мужем, что заканчивается трагедией. Узнав о причине гнева Фрэнсиса на Росса, Демельза признаётся мужу о своей причастности к побегу Верити с капитаном Блейми; Росс понимает, от кого Уорлегган получил информацию о его бизнес-партнёрах, чтобы их обанкротить. |            |             |                  |                |                |                                |
| 8 | 8          | «Episode 8» | Уильям Макгрегор | Дебби Хорсфилд | 26 апреля 2015 | 7,86                           |
| План Уорлегганов по закрытию металлургической компании Росса приносит плоды, когда она проигрывает медный аукцион. Джордж Уорлегган отмечает это событие, купив корабль. Эпидемия дифтерийного крупа поражает крестьян и дворян, в том числе Фрэнсиса, Элизабет и их сына. Демельза ухаживает за ними, однако и она, и её собственный ребёнок, Джулия, заболевают. Это приводит к смерти Джулии и продолжительной болезни Демельзы, однако она постепенно выздоравливает с помощью доктора Эниса. Корабль Уорлегганов терпит крушение у берегов земель Росса, и голодающие местные жители с поддержкой Росса забирают груз с провизией с корабля, который прибивает к берегу. Росс спасает выживших пассажиров и членов экипажа и забирает их к себе домой переночевать. Кузен Джорджа Мэттью погибает при кораблекрушении, а Росса арестовывают за убийство и расхищение собственности, оставляя Демельзу в отчаянии. |            |             |                  |                |                |                                |

### Сезон 2 (2016)
1790—1793
| № общий | № в сезоне | Название     | Режиссёр      | Автор сценария | Дата премьеры    | Зрители в Великобритании (млн) |
| --- | ---------- | ------------ | ------------- | -------------- | ---------------- | ------------------------------ |
| 9 | 1          | «Episode 1»  | Уилл Синклер  | Дебби Хорсфилд | 4 сентября 2016  | 6,65                           |
| Росс предстает перед судом, в то время как Демельза и Элизабет пытаются ему помочь. Джордж делает все, что в его силах, чтобы навредить Россу. Фрэнсиса мучает совесть за прошлые поступки, а Дуайт знакомится с молодой наследницей Кэролайн Пенвенен. |            |              |               |                |                  |                                |
| 10 | 2          | «Episode 2»  | Уилл Синклер  | Дебби Хорсфилд | 11 сентября 2016 | 6,31                           |
| Выборы приводят к беспорядкам в городе. Элизабет отправляется в Бодмин. Приближается день суда и Демельза пытается лично встретиться с судьей, чтобы повлиять на дело, но Джордж всячески мешает ей в этом. Неожиданно для всех, суд присяжных оправдывает Росса. |            |              |               |                |                  |                                |
| 11 | 3          | «Episode 3»  | Уилл Синклер  | Дебби Хорсфилд | 18 сентября 2016 | 6,17                           |
| Росс и Демельза находятся на грани финансового краха. Джордж планирует месть Джуду. Тем временем Фрэнсис пытается вернуть прежнюю жизнь и приглашает Росса и Демельзу к себе. |            |              |               |                |                  |                                |
| 12 | 4          | «Episode 4»  | Уилл Синклер  | Дебби Хорсфилд | 25 сентября 2016 | 6,54                           |
| 13 | 5          | «Episode 5»  | Чарльз Палмер | Дебби Хорсфилд | 2 октября 2016   | 5,95                           |
| Фрэнсис погибает в общей с Россом шахте, увлёкшись разработкой ложной медной жилы и сорвавшись в колодец с ещё не выкачанной водой. Росс не успевает прийти ему на помощь. |            |              |               |                |                  |                                |
| 14 | 6          | «Episode 6»  | Чарльз Палмер | Дебби Хорсфилд | 9 октября 2016   | 6,16                           |
| Революционные события во Франции нарастают, что беспокоит Великобританию. Росс безуспешно ищет медь в своей шахте. Джордж требует оплаты долга по перекупленной расписке Росса к Рождеству. Несмотря на это, Росс продаёт свою последнюю долю в чужой шахте и на эти деньги, скрывая своё имя, выкупает долю погибшего Фрэнсиса у Элизабет, пытаясь спасти её от финансового краха. Контрабандисты продолжают искать информатора среди своих и предлагают Россу оборудовать у него дома тайник для товара в обмен на услугу в поиске бывшего свидетеля наличия медной жилы в его шахте. Росс вынужден согласиться на эту последнюю надежду найти медь. К Рождеству 1792-1793 г. революционные французы наступают в Бельгии и этим затрагивают британские интересы, становится ясна неизбежность войны с Францией. Росс готовится в долговую тюрьму, но неожиданно его долг у Джорджа выкупает, скрывая своё имя, Кэролайн Пенвенен. |            |              |               |                |                  |                                |
| 15 | 7          | «Episode 7»  | Чарльз Палмер | Дебби Хорсфилд | 16 октября 2016  | 6,14                           |
| 1793 год. Во Франции революционерами казнён король Людовик XVI. В Корнуолле жители готовятся к возможным беспорядкам, связанным со вступлением Великобритании в войну с Францией. В это время контрабандисты находят в далёком порту скрывавшегося беглеца - свидетеля наличия меди в шахте Росса. Росс отправляется на встречу с ним на судне контрабандистов. Но наличие меди оказывается лишь иллюзией беглеца. Потеряв последнюю надежду найти медь, Росс возвращается домой с контрабандистами. Тем временем, роман Дуайта с Кэролайн развивается, и вопреки воле её дяди они решаются на побег. Но в ночь побега Дуайт обнаруживает информатора и понимает, что при возвращении контрабандисты будут схвачены полицией вместе с Россом. Дуайт спешит на берег, чтобы разжечь сигнальный костёр и предупредить Росса о засаде, но при этом сам уже не успевает к своей любимой и теряет доверие Кэролайн. Дуайт теперь под подозрением у полиции вместе с Россом. |            |              |               |                |                  |                                |
| 16 | 8          | «Episode 8»  | Чарльз Палмер | Дебби Хорсфилд | 23 октября 2016  | 6,38                           |
| Нашедшего убежище от облавы у себя дома Росса опять вызывают в суд, на этот раз по обвинению в помощи контрабандистам. Но контрабандисты находят трёх лжесвидетелей для алиби Россу и суд вынужден его оправдать. Дуайт тоже отделывается небольшим штрафом. Так и не найдя меди, Росс готовится закрыть шахту, но там вдруг обнаруживается олово. И хотя олова в шахте возможно будет немало, разрабатывать его Россу всё равно уже не на что. Да и отношения с Демельзой, которая ревнует его к Элизабет, становятся у Росса всё хуже. В это время Джордж, скрытно подталкивая Элизабет к финансовому краху, в открытую предлагает ей выйти за него замуж. Рабочие Росса, стремясь заработать побольше на олове, на последние деньги покупают уголь для откачки воды из шахты и не покупают подпорные блоки, что приводит к аварии и гибели двух шахтёров. Узнав об очередной неудаче Росса, Элизабет даёт согласие на брак Джорджу. Узнав об этом, Росс на глазах у Демельзы бросает всё и мчится к Элизабет, где почти насильно добивается от неё близости, а наутро возвращается к уже ненавидящей его Демельзе. |            |              |               |                |                  |                                |
| 17 | 9          | «Episode 9»  | Ричард Сеньор | Дебби Хорсфилд | 30 октября 2016  | 6,70                           |
| Повергнутая в сомнения поступком Росса, Элизабет берёт на месяц отсрочку на заключение брака у Джорджа, в это время Росс пытается восстановить отношения с Демельзой. Демельза пытается отомстить Россу за его измену ответной изменой, будучи приглашённой на бал с ночёвкой, но в последний момент сбегает через окно от осаждающих её комнату разгорячённых страстью мужчин. Вышедший из тюрьмы приятель Росса, которому тот некогда одалживал деньги на бизнес, сообщает Россу, что в связи с войной увеличился спрос на продукцию, и его дела пошли на лад и предлагает Россу стать компаньонами. У Росса вновь появляется надежда на восстановление шахты, но её не разделяет оскорблённая изменой Демельза. |            |              |               |                |                  |                                |
| 18 | 10         | «Episode 10» | Ричард Сеньор | Дебби Хорсфилд | 6 ноября 2016    | 6,88                           |
| Женившись на Элизабет, Джордж Уорлиган входит во вкус, распоряжаясь ее поместьем. По его приказу перекрыты все дороги, проходящие через земли Тренвита. В округе назревает недовольство происходящим. Вернувшийся Росс успевает погасить бунт, и искренне просит прощения у Демельзы. Тем временем, Элизабет размышляет о вероятном отцовстве ее будущего ребенка, и эти мысли повергают ее в ужас. Дуайт Энис, ставший военным врачом, наконец мирится с Кэролайн, вернувшейся ради него из Лондона. Но впереди война и полная неизвестность. |            |              |               |                |                  |                                |

### Сезон 3 (2017)
1794—1795
| № общий | № в сезоне | Название    | Режиссёр         | Автор сценария | Дата премьеры  | Зрители в Великобритании (млн) |
| --- | ---------- | ----------- | ---------------- | -------------- | -------------- | ------------------------------ |
| 19 | 1          | «Episode 1» | Джосс Эгнью      | Дебби Хорсфилд | 11 июня 2017   | 6,69                           |
| Элизабет Варлегган притворяется, что упала с лестницы, что вызвало рождение ее ребенка. Джордж Уоргеган назвал мальчика Валентайн. Тетя Агата описывает мальчика как проклятого, рожденного под черной луной, в то время как Демельза и Элизабет размышляют над истинной личностью отца ребенка. Джордж нанимает Морвенну Ченовит (двоюродную сестру Элизабет) в качестве гувернантки Джеффри Чарльза. Д-р Дуайт Энис женится на Кэролайн Пенвенен во время короткого отпуска на берегу, но вскоре его вызывают к ребенку Элизабет. Демельза едет в родной дом попрощаться с умирающим отцом. На смертном одре дядя Кэролайн Рэй дает их браку свое благословение. Братья Демельзы Дрейк и Сэм приходят, и Росс берет их. Росс и Джордж достигли очевидного перемирия в своей вражде, соглашаясь не видеть семьи друг друга. |            |             |                  |                |                |                                |
| 20 | 2          | «Episode 2» | Джосс Эгнью      | Дебби Хорсфилд | 18 июня 2017   | 6,59                           |
| Братья Демельзы работают на шахте не покладая рук, а в перерывах проповедают свою веру, желая увеличить паству отца. Сэр Френсис Бассит и Джордж планируют, кто займёт место в суде вместо Рэя, и Джордж нацелен занять его. В шахте появляется старый работник и любитель приключений Толли Трэгилс, которого не видели в этих местах 13 лет. В Трэнфилд приезжает Верити с ребенком на крестины Валентина. Братья Демельзы, неся тяжёлую рею для будущей церкви, попадают на территорию Трэнфилда и беседуют с младшим Полдарком. Между гувернанткой юноши и младшим братом Демельзы Дрэйком возникают чувства. Кэролайн и Верити в ужасе от слухов о возможной гибели своих супругов в ходе морской битвы с французами. Росс пытается собрать всю известную информацию. Братья Демельзы приходят в церковь Уорлинганов, где ведут себя непозволительно по отношению к нему. Местный преподобный запрещает им появляться там. Дрейк показывает Морвене и Джеффри-Чарльзу ущелье, где вода так сладка, потому что ее осветил в прошлом Св. Саул. Ребята загадывают желания на святой воде. Кэролайн, Росс и Демельза отправляются на бал, чтобы получить информацию о пропавших на войне. На этом балу должны выбрать судью, и, для ужаса Уорлингана, это место предлагают Россу, но тот сразу отказывается. Корабль "Эсмиральда" с мужем Верити причалил в Лиссабон, куда направляется жена. Толли приносит информацию об 100 пленных англичан, и Росс бежит во Францию в компании контрабандистов. Д-р Дуайат в плену, его судьба неизвестна. |            |             |                  |                |                |                                |
| 21 | 3          | «Episode 3» | Стивен Вулфенден | Дебби Хорсфилд | 25 июня 2017   | 6,49                           |
| Братья Демельзы вместе со своими последователи продолжают провоцировать Уорлигана, исполняя проповедь прямо на улице. В итоге они решают занять место в старом молитвенном доме. Когда-то его отдал Френсис в дар. Но Уорлиган забирает его обратно. Джорджа избрали судьёй, но он метит выше, показывая свою значимость и жестокость во время суда. Росс в портовом городе Франции пытается узнать о д-ре Дуайате, но его берут в плен. И ему приходится покинуть страну ни с чем. Но в последнюю секунду прыгает в воду и остаётся, теперь уже тайно пытаясь узнать о судьбе друга. Элизабет и Джордж уверены, что Росс планирует завладеть их землёй и уезжают в Лондон. Демельза дарит своим братьям огромный склад под церковь. Росс бежит с полученной информацией - в списке пленных есть Дуайат. Он помогает пленными, сам являясь таковым. |            |             |                  |                |                |                                |
| 22 | 4          | «Episode 4» | Стивен Вулфенден | Дебби Хорсфилд | 2 июля 2017    | 6,46                           |
| Голодная зима. Демельза рожает девочку. На крестины приходят Джеффри-Чарльз и Морвена. Узнав об этом, Джордж назначает Морвене помолвку против её воли с богатым снобом. Девушка не может взять себя в руки, и ее отсылают обратно в Трэнфилд. Дуайат без остановки помогает пленным. Голодный год приводит к тяжёлым мерам - попрошайничеству и контрабанде. Но во время транспортировки товара мужчин видит слуга Джорджа. Он как судья готов на самые жестокие меры. Но его обводят вокруг пальца. Взамен Джордж закрывает шахту Утлл Лэжэр, и Росс берет себе 30 уволенных человек, хотя это ему не по карману. |            |             |                  |                |                |                                |
| 23 | 5          | «Episode 5» | Стивен Вулфенден | Дебби Хорсфилд | 9 июля 2017    | 6,61                           |
| Росс с компанией смельчаков отправляется во Францию. Первичный план меняется, и они тайно пробираются к тюрьме самостоятельно. Дрейк, которому разбила сердце Морвена, соврав о чувствах, в поисках новой цели отправляется с ними. Об этой тайной вылазке узнает Джордж и решает воспользоваться новостью, чтобы полностью испортить репутацию Росса. С большими потерями удаётся вызволить доктора Дуайата из тюрьмы. Вместе с ним удаётся спасти сына влиятельного человека Хьюго Армитиджа. |            |             |                  |                |                |                                |
| 24 | 6          | «Episode 6» | Джосс Эгнью      | Дебби Хорсфилд | 16 июля 2017   | 6,61                           |
| Доктор Дуайат не может привыкнуть к мирной жизни в роскоши после пережитого в плену, и Росс приглашает спасенного Хьюго к нему для поднятия духа. Дрейк продолжает ухаживание за Морвеной. Он подбрасывает жаб в пруд Трэнфилда, тем самым напоминая Джорджу о детской травме. Тот устраивает неудачную облаву. Чтобы разобраться с Дрейком, Джордж обвиняет его в краже подаренной Джеффри-Чарльзом Библии, однако Морвена жертвует собой и выходит замуж по его плану. |            |             |                  |                |                |                                |
| 25 | 7          | «Episode 7» | Джосс Эгнью      | Дебби Хорсфилд | 23 июля 2017   | 7,11                           |
| Сэр Пирс Артур умирает. Морвена абсолютно несчастна, она беременна, а муж продолжает пользоваться ею будто падшей женщиной. Сэм засматривается на дочь Толли. Грядёт 100-й день рождения тёти Агаты. Джеффри-Чарльза отправили на учёбу, чтобы избавиться от его высокомерия. Наконец, доктор Дуайат и Кэролайн объявляют о свадьбе и устраивают приём. Дуайат консультирует Джорджа и Элизабет по поводу рахита их сына. Френсис Бассит приглашает Росса и Демельзу на ужин. На нем Хьюго оказывает Демельзе знаки внимания. Во время приёма Джордж без приглашения является к Басситу, но его просят подождать некоторое время. Во время ожидания он слышит важный политический разговор Росса и Бассита. Росс не хочет быть ни чьей марионеткой и отказывается участвовать в политических шагах. Чтобы испортить праздник Агате, Джордж выяснил, что ей исполнится только 98 и испортил ей праздник. В отместку она рассказывает, что, возможно, Валентин не его сын, а после умирает. Ее хоронят быстро и тихо, Росс, увидев это, сам хоронит ее. А Джордж теперь участвует в выборах. |            |             |                  |                |                |                                |
| 26 | 8          | «Episode 8» | Джосс Эгнью      | Дебби Хорсфилд | 30 июля 2017   | 6,42                           |
| Джордж игнорирует жену и ребенка после услышанного, а также пытается выяснить что-то о рождении Валентина. Дрейк пытается забыться, работая на кузнице. Хьюго пытается ухаживать за Демельзой. Муж Морвены кладёт глаз на сестру жены, так как той опасно исполнять супружеский долг. Джорджа избивают. У Морвены рождается сын. Демельза думает изменить Россу и признается ему в этом. Росс соглашается помогать набрать отряд и готовиться ждать атаки французов и, кроме того, следить за порядком в округе. |            |             |                  |                |                |                                |
| 27 | 9          | «Episode 9» | Джосс Эгнью      | Дебби Хорсфилд | 6 августа 2017 | 6,50                           |
| Элизабет убеждает Джорджа, что Валентин - его сын. Демельза изменяет Россу с Хьюго, который скоро ослепнет. Сестра Морвены забеременела от ее мужа и обманом заставила выдать ее замуж за возлюбленного в нее библиотекаря. Росс намерен попасть в политику, чтобы представлять права простых людей. |            |             |                  |                |                |                                |

### Сезон 4 (2018)
1796—1799
| № общий | № в сезоне | Название    | Режиссёр     | Автор сценария | Дата премьеры | Зрители в Великобритании (млн) |
| --- | ---------- | ----------- | ------------ | -------------- | ------------- | ------------------------------ |
| 28 | 1          | «Episode 1» | Джосс Эгнью  | Дебби Хорсфилд | 10 июня 2018  | 6,49                           |
| Дрейк и Сэм попадают в тюрьму за бунт, в котором даже не участвовали. Их приговаривают к казни через повешивание, однако в последний момент благодаря Россу их освобождают, казня только сына управляющего шахтой. И всё это происходит без ведома Демельзы. Хьюго продолжает ухаживать за Демельзой, чувствую себя всё хуже, о чем говорит и доктор Дуайат. Жизнь доктора налаживается - его жена беременна. |            |             |              |                |               |                                |
| 29 | 2          | «Episode 2» | Джосс Эгнью  | Дебби Хорсфилд | 17 июня 2018  | 6,66                           |
| Росс побеждает Джорджа с небольшим перевесом на выборах. В это время умирает Хьюго на глазах Демельзы. Она мучается от этой потери. Сэм дерётся с Томом (слуга Джорджа), но проигрывает. Грешная женщина, в которую он влюблен и которую мечтает поставить на путь Божий, покидает эти края. Росс вынужден уехать в Лондон ради политической карьеры. |            |             |              |                |               |                                |
| 30 | 3          | «Episode 3» | Джосс Эгнью  | Дебби Хорсфилд | 24 июня 2018  | 6,25                           |
| Росс почти год отсутствует. За это время все научились жить без него. Но когда жила шахты иссякает, Демельза пишет ему с просьбой вернуться. Под его возвращение рождается дочка у доктора Дуайата. |            |             |              |                |               |                                |
| 31 | 4          | «Episode 4» | Брайан Келли | Дебби Хорсфилд | 1 июля 2018   | 5,46                           |
| От болезни сердца умирает дочь доктора Дуайата, и Кэролайн, не в силах справиться с болью, уезжает в Лондон. Джордж обманным путём пытается вернуть себе место в Вестминстере. Шахту Росса затопило. Росс уезжает в Лондон, обещая забрать позже с собой жену и детей. |            |             |              |                |               |                                |
| 32 | 5          | «Episode 5» | Брайан Келли | Дебби Хорсфилд | 8 июля 2018   | 6,02                           |
| Кэролайн устраивает шикарные приёмы, чтобы забыть о смерти дочери. Росс всячески поддерживает её. Доктор Дуайат печалится по-своему и находит утешение в помощи бедным вместе с Демельзой. Идет подготовка к свадьбе Дрэйка с Розиной. Муж сестры Морвены Артур узнает об измене жены и случайно убивает любовника. Теперь Морвена в плену у матери погибшего мужа. Узнав о том, что Морвена свободна, Дрэйк бежит со свадьбы, но та не принимает свою былую любовь. Росс пытается продвигать в парламенте законы о помощи бедным. |            |             |              |                |               |                                |
| 33 | 6          | «Episode 6» | Брайан Келли | Дебби Хорсфилд | 15 июля 2018  | 6,09                           |
| 34 | 7          | «Episode 7» | Джосс Эгнью  | Дебби Хорсфилд | 22 июля 2018  | 5,92                           |
| 35 | 8          | «Episode 8» | Джосс Эгнью  | Дебби Хорсфилд | 29 июля 2018  | 6,01                           |

### Сезон 5 (2019)
1800—1802
| № общий | № в сезоне | Название    | Режиссёр           | Автор сценария | Дата премьеры   | Зрители в Великобритании (млн) |
| ------- | ---------- | ----------- | ------------------ | -------------- | --------------- | ------------------------------ |
| 36      | 1          | «Episode 1» | Салли Апрахамиан   | Дебби Хорсфилд | 14 июля 2019    | 5,96                           |
| 37      | 2          | «Episode 2» | Салли Апрахамиан   | Дебби Хорсфилд | 21 июля 2019    | 5,46                           |
| 38      | 3          | «Episode 3» | Салли Апрахамиан   | Дебби Хорсфилд | 28 июля 2019    | 5,46                           |
| 39      | 4          | «Episode 4» | Джастин Молотников | Дебби Хорсфилд | 4 августа 2019  | 5,44                           |
| 40      | 5          | «Episode 5» | Джастин Молотников | Дебби Хорсфилд | 11 августа 2019 | 5,51                           |
| 41      | 6          | «Episode 6» | Джастин Молотников | Дебби Хорсфилд | 18 августа 2019 | 5,41                           |
| 42      | 7          | «Episode 7» | Салли Апрахамиан   | Дебби Хорсфилд | 25 августа 2019 | 5,46                           |
| 43      | 8          | «Episode 8» | Салли Апрахамиан   | Дебби Хорсфилд | 26 августа 2019 | 5,32                           |